# Fernando Álvez
Fernando Harry Álvez Mosquera (født 4. september 1959 i Montevideo, Uruguay) er en tidligere uruguayansk fodboldspiller, der som målmand på Uruguays landshold deltog ved både VM i 1986 i Mexico og VM i 1990 i Italien. Han var også med til at vinde guld med holdet ved Copa América i 1995. I alt nåede han at spille 40 kampe for landsholdet.
Álvez spillede på klubplan primært for CA Peñarol i hjemlandet, men havde også ophold i adskillige klubber i Paraguay, Colombia, Brasilien og Argentina.